# Austria en los Juegos Olímpicos de Tokio 1964
Austria estuvo representada en los Juegos Olímpicos de Tokio 1964 por un total de 56 deportistas que compitieron en 14 deportes.  
El portador de la bandera en la ceremonia de apertura fue el tirador Hubert Hammerer. El equipo olímpico austríaco no obtuvo ninguna medalla en estos Juegos.